# نزار الحراكي
نزار الحراكي (1962 - 6 ديسيمبر 2020) أول سفير تم تعيينه لـ «لائتلاف قوى الثورة والمعارضة السورية» في الدول العربية ممثلاً للجمهورية العربية السورية، إذ وافقت قطر على تعيين الحراكي سفيرًا رسميًا لها بالدوحة في 14/2/2013، كما أعلنت عن تسليمها الائتلاف مقر السفارة السورية بقطر، والذي سيرفع عليه «علم الثورة»، وإعطاءه ومعاونيه الحصانة الدبلوماسية الكاملة، إبان سحبها من السفير السوري السابق على خلفية استمرار أعمال العنف التي يمارسها النظام السوري.

## طالع أيضًا
- الأسرة الهاشمية في سوريا
- بلدة الحراكي في محافظة حمص
- بلدة الحراكي في محافظة إدلب